# 托马斯·J·沃尔什
托马斯·詹姆斯·沃尔什（Thomas James Walsh  1859年6月12日—1933年3月2日）美国民主党政治家，蒙大拿州联邦参议员。

## 生平
最初由州议会选举当选，后依据美国宪法第17修正案由普选票当选。任内主持了对茶壺山醜聞案的调查。1933年，美国总统罗斯福任命他为司法部长，但就任前逝世。